# بطالة هيكلية

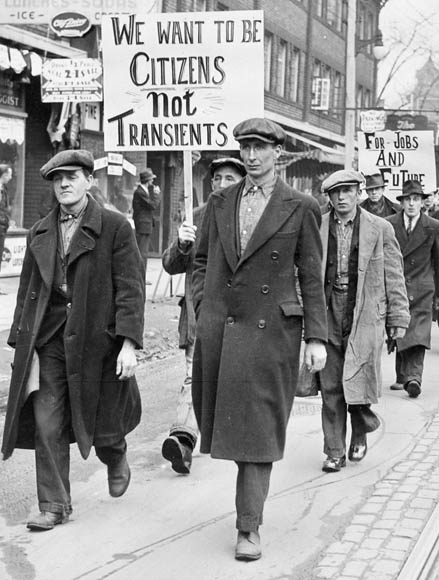

البطالة الهيكلية (بالإنجليزية: Structural unemployment)‏، هي نوع من أنواع البطالة التي تظهر نتيجة حدوث تغيُّرات في الحالة الاقتصاديّة، ممّا يؤدّي إلى ظهور عدم توافُقٍ بين مهارات العُمّال والمهارات المطلوبة في مجال الأعمال والفُرص الوظيفيّة المُتاحة، وتظهر البطالة الهيكليّة غالباً بسبب الرُّكود الطّويل في بيئة الأعمال مع وجود عُمّال دون وظائف فترةً زمنيّةً طويلةً، ويؤثّر هذا على العمال تأثيراً سلبيّاً؛ إذ يفقدون مهاراتهم الشخصيّة وقدراتهم على العمل ضمن مُؤهِّلاتهم، ممّا يؤدّي زيادة مُعدّل البطالة العامّة.